# Supreme Commander 2
Supreme Commander 2, afgekort als SupCom 2, is een futuristisch real-time strategy-computerspel, ontwikkeld door Gas Powered Games en uitgegeven door Square Enix. Het spel is uitgebracht op 5 maart 2010 voor PC en gebruikt Steam. Het spel is ontworpen door Chris Taylor, bekend van Total Annihilation. Supreme Commander 2 is het vervolg op Supreme Commander en zijn uitbreidingspacket Forged Alliance.
De Xbox 360 versie verscheen op 19 maart 2010, gevolgd door de Mac OS X op 24 september 2010.

## Plot
Het verhaal speelt zich 25 jaar na het opstarten van de coalitie af (Het einde van Supreme Commander: Forged Alliance). De drie fracties (UEF, Cybran en illuminate) leefden gedurende die tijd vreedzaam tezamen, maar de moord op de nieuw verkozen president van de coalitie brengt hier verandering in. Overal breken kleine gevechten uit en de 3 fracties staan weer tegenover elkaar.